# Mikuláš I. (biskup)
Mikuláš I. († 6. srpna 1364) byl zvolen 3. litomyšlským biskupem, nebyl však uveden do funkce.

## Činnost
Mikuláš byl zvolen (resp. jmenován) biskupem po odchodu Jana ze Středy do Olomouce v červenci roku 1364. Měl se stát jeho nástupcem na biskupském stolci v Litomyšli, zemřel však 6. srpna 1364, tedy ještě před svou intronizací.
Po Mikulášově smrti jmenoval papež Urban V. na žádost císaře Karla IV. litomyšlským biskupem Albrechta Aleše ze Šternberka.